# توفير

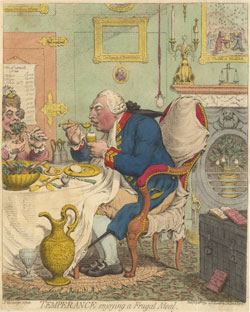

التوفير هو القدرة على أن يكون المرء موفرًا أو مقتصدًا أو مدبرًا أو حريصًا أو لبيبًا أو اقتصاديًا في استعمال الموارد القابلة للاستهلاك مثل الطعام أو الوقت أو الأموال، إلى جانب كونه متجنبًا للتبذير أو الإسراف أو الإفراط.
وقد عرّف المتخصصون في العلوم السلوكية التوفير بأنه الميل للحصول على السلع والخدمات بطريقة مقيّدة، فضلاً عن الاستخدام البارع للسلع الاقتصادية والخدمات المملوكة بالفعل لتحقيق هدف طويل الأجل.
هناك طرق عديدة لتوفير المال ، ومنها ما يلي:
إنشاء ميزانية: يتضمن ذلك تتبع دخلك ونفقاتك لتحديد مقدار ما يمكنك توفيره كل شهر.
تقليل النفقات: تتمثل إحدى طرق توفير المال في تقليص النفقات غير الأساسية مثل تناول الطعام بالخارج وخدمات الاشتراك والترفيه.
زيادة الدخل: هناك طريقة أخرى لتوفير المال وهي زيادة دخلك من خلال أشياء مثل الحصول على ترقية في العمل أو إنشاء مشروع صغير.
توفير جزء من كل راتب شهري: يمكنك إعداد تحويلات تلقائية من حسابك الجاري إلى حساب توفير لضمان توفير مبلغ معين كل شهر.
استخدام النقد بدلاً من البطاقة البنكية: يمكن أن يساعدك استخدام النقود في المشتريات على البقاء في حدود ميزانيتك وتجنب الإنفاق الزائد.
الاستثمار: هناك طريقة أخرى لتوفير المال وهي استثماره في أصول مثل الأسهم أو السندات أو العقارات ، والتي لديها القدرة على النمو في القيمة بمرور الوقت.
الادخار لأهداف محددة: قد يكون من المفيد أن تضع في اعتبارك أهدافًا محددة عند ادخار المال ، مثل الادخار لدفع دفعة أولى على منزل أو للتقاعد.

## الإستراتيجيات
تتضمن الإستراتيجيات العامة للتوفير تقليل الفاقد، والحد من العادات باهظة التكلفة، وكبح عملية الإرضاء الفوري من خلال الضبط المالي الذاتي، وتحقيق الكفاءة، وتجنب المشكلات، ومقاومة السلوكيات الاجتماعية الباهظة الثمن، وتبني الخيارات المجانية، والاعتماد على نظام المقايضة، والاطلاع المستمر على الظروف المحلية إلى جانب كلٍ من حقائق السوق والمنتجات/الخدمات. يمكن أن يساعد التوفير في دعم الصحة من خلال دفع الأفراد إلى تجنب المنتجات التي تعتبر باهظة الثمن وغير صحية عند استعمالها بشكل مفرط. وبشكل رئيسي، يلجأ الأفراد، الذين يرغبون في تقليل النفقات والحصول على المزيد من الأموال وتحصيل أكبر نفع ممكن من أموالهم، إلى العيش حياة قائمة على الاقتصاد والتوفير.

## الفلسفة
في سياق بعض أنظمة المعتقدات، يعتبر التوفير فلسفة لا يثق (أو يهتم بشدة بـ) من خلالها المرء في المعرفة التي يقدمها «الخبير»، والتي تتنوع غالبًا بين الأسواق التجارية أو الثقافات التنظيمية للشركات، مع الزعم بمعرفة المصالح المثلى للفرد من النواحي الاقتصادية أو المادية أو الروحية.
ومختلف المجتمعات الروحية تعتبر التوفير فضيلة أو نظامًا روحيًا. وتعتبر كل من جمعية الأصدقاء الدينية (Religious Society of Friends) والتطهيريين (Puritans) مثالين على مثل هذه المجتمعات. والفلسفة الأساسية المؤسسة لهذه الفكرة هي أن الأفراد يدخرون الأموال لتخصيصها لأغراض أكثر خيريةً، مثل مساعدة الآخرين المحتاجين.
ويوجد أيضًا البيئيون الذين يعتبرون التوفير فضيلة والتي من خلالها يمكن للأفراد الاستفادة من مهاراتهم الموروثة من الأسلاف في الصيد، وحمل كل ما قل حجمه ومن ثم الحاجة إلى القليل، والاستفادة من الطبيعة بدلًا من التقاليد البشرية أو الدين. لقد عبّر هنري ديفيد ثورو عن فلسفة مماثلة في كتابه والدن (Walden)، وذلك من خلال التلذذ بالاستقلال الذاتي وامتلاك أقل قدر ممكن من الممتلكات مع العيش حياة بسيطة في الغابات.

## عالم الشركات
لقد تبنّت العديد من الشركات الكبرى التوفير كإستراتيجية إلزامية وذلك كوسيلة لتقليل التكاليف من خلال استحداث فلسفة تقوم على الإنفاق المقتصد بين مجموع العاملين. ولكن غالبًا ما يُفهم تقليل الإنفاق سلبيًا، سواءٌ أكان في منظمة مشتركة أو جمعية؛ فدعوة كل موظف لتبني التوفير ينقل عبء خفض التكلفة من الإدارة إلى الموظف. ومن خلال القيام بهذا، تقدم الشركات التزامًا أخلاقيًا يتعلق بخفض التكلفة، وتطرح مفهومًا يشير إلى وجود الإدارة المقتصدة للتكلفة لتحقيق أفضل نفع للشركة وحملة الأسهم والموظفين. وإذا تم ذلك بنجاح، فإنه تكون هناك العديد من الفوائد التي تتضمن كفاءة جوانب القياس والتقييم عند جمع مساهمات الأفراد.